# Dijana Mugoša
Dijana Mugoša (* 22. Oktober 1995 in Podgorica, Bundesrepublik Jugoslawien) ist eine montenegrinische Handballspielerin, die für die montenegrinische Nationalmannschaft aufläuft.

## Karriere

### Im Verein
Mugoša spielte anfangs beim Verein Auto Rex und wechselte später in den Nachwuchsbereich von ŽRK Budućnost Podgorica. Ihre erste Station im Erwachsenenbereich war der montenegrinische Erstligist ŽRK Biseri, den sie im Jahr 2013 in Richtung des Ligakonkurrenten ŽRK Danilovgrad verließ. Die Außenspielerin lief in der Saison 2014/15 für den Erstligisten RK Levalea 2010 auf und stand anschließend bei ŽRK Gorica unter Vertrag. Anschließend folgte die Station RK Morača 2015, für den sie in der Saison 2016/17 aktiv war.
Mugoša schloss sich im Sommer 2017 dem türkischen Erstligisten Ardeşen GSK an, mit dem sie in der Saison 2017/18 das Halbfinale des EHF Challenge Cups erreichte. Daraufhin gehörte Mugoša dem Kader des slowakischen Erstligisten IUVENTA Michalovce an, mit dem sie im Jahr 2018 sowohl die slowakische Meisterschaft als auch den slowakischen Pokal gewann. Im Jahr 2019 wurde sie vom kroatischen Verein ŽRK Podravka Koprivnica verpflichtet. Mit Podravka Koprivnica gewann sie 2021 die kroatische Meisterschaft sowie 2022 den kroatischen Pokal. Nachdem Mugoša drei Jahre für Podravka Vegeta aufgelaufen war, schloss sie sich dem rumänischen Erstligisten SCM Craiova an. Zur Saison 2025/26 wechselte sie zum Ligakonkurrenten CSM Corona Brașov.

### In Auswahlmannschaften
Mugoša nahm mit der montenegrinischen Beachhandball-Nationalmannschaft an der Beachhandball-Europameisterschaft 2015 teil, bei der sie mit Montenegro den 14. Platz belegte. Mit ihrem Vereinswechsel zu Podravka Koprivnica wurde sie ein Teil der montenegrinischen A-Nationalmannschaft. Im selben Jahr nahm sie an der Weltmeisterschaft teil, bei der mit 22 Spielminuten in acht Spielen nur geringe Spielanteile erhielt. Nachdem Mugoša im darauffolgenden Jahr an der Europameisterschaft 2020 teilgenommen hatte, gehörte sie dem montenegrinischen Aufgebot bei den Olympischen Spielen in Tokio sowie bei der Weltmeisterschaft 2021 an. Bei der Weltmeisterschaft 2023, die sie mit Montenegro auf dem siebten Platz abschloss, belegte sie gemeinsam mit der Schwedin Nathalie Hagman mit jeweils 43 Treffern den siebten Platz in der Torschützenliste.